# ويليام سو
ويليام سو (بالصينية: 蘇永康) هو مغني وممثل صيني، ولد في 24 سبتمبر 1967 بهونغ كونغ في الصين.

## وصلات خارجية
- ويليام سو على موقع IMDb (الإنجليزية)
- ويليام سو على موقع ميوزك برينز (الإنجليزية)
- ويليام سو على موقع أول موفي (الإنجليزية)
- ويليام سو على موقع ديسكوغز (الإنجليزية)
- ويليام سو على موقع قاعدة بيانات الفيلم (الإنجليزية)
- ويليام سو على موقع كينوبويسك (الروسية)